# Ette (Chimila)
La població ette chimila, actualment, viuen al nord de Colòmbia a les planes que s'estenen a la part occidental de la “Sierra Nevada de Santa Marta”, a la meitat del curs del riu Ariguaní, en el “Departamento de Magdalena”. La població ette es troba assentada en tres territoris d'aquest departament. Per una banda, des de 1990 la gran majoria de població, està establerta en el reguard de “Sábanas de San Ángel”, territori compost per dos àrees, Ette Buteriya (Pensament ette) i Issa Oristunna (Nova esperança) que és on es troba el resguard. Per altra banda, a la serralada de les muntanyes del nord de la Sierra Nevada de Santa Marta, la població està assentada a Narakajmanta (La nostra mare).

## Noms ètnics
Ette (gent) es la denominació més habitual per a referir-se a aquest grup ètnic, tot i això, no existeix un consens sobre l'etnònim que englobaria aquesta població. Son també coneguts com a Simiza, Chimile i Shimizia. Més concretament aquest grup s'autodenomina ette ennaka (vertadera gent) i els serveix per a diferenciar-se d'altres grups ètnics contemporanis. Encanvi, ette ejkongrate (l'altre gent), és la denominació que utilitzen per a referir-se als pobles veïns de la “Sierra Nevada de Santa Marta” els kogi, els wiwa i els kankuamo i els de la “Península de la Guajira”, els wayu, i els de la “Serranía de Perijá” que son els barí i els yuko-yukpa.
Existeixen altres denominacions que son rebutjades pels ette com “guaros”, “chinus”, ja que es consideren despectius. Tot i que en l'actualitat en diferents àmbits es fa referència a aquest grup com a “chimilas”, gran part d'aquesta població rebutja aquest etnònim, ja que era la categoria que usava l'administració colonial. Tanmateix, “chimila” faria referència al poble ette chorinda que va existir en el passat, que es caracteritzava per ser bel·licós i violent. En determinades ocasions usen l'apel·latiu ette takke (gent nova). Aquesta categoria emfatitza el caràcter històric, diferenciant-los del que van ser antics pobles que van viure a la regió. Així doncs, existeixen dos eixos que articulen la singularitat d'aquest grup ètnic: la espacial ette ennaka i la temporal ette takke. Les persones que la seva descendència no es ameríndia, són anomenades com a waacha i fa referència als individus que no son indígenes.

## Llengua i família lingüística i classificació cultural
La llengua dels ette ennaka és l'ette taara i, en l'actualitat, els estudis la tendeixen a classificar dins de la família lingüística txibtxa. Aquesta família engloba un total de 24 llengües txibtxa que es parlen en diversos grups amerindis. S'ha de fer referència a que la falta d'estudis de caràcter més sistemàtic ha produït que la llengua dels ette fos classificada per les especialistes, des de 1920, en diverses famílies, però principalment quatre: la txibtxa, l'arawak, el grup chocó i de forma més minoritària i per defecte, alguns estudis l'han considerat una llengua aïllada. La llengua castellana està molt present, sobretot en la població jove, on la llengua ette en surt desfavorida.
L'ette taara en ser classificada com a txibtxa està emparentada amb les llengües que es parlen als territoris dels “Andes Orientales Colombianos”, “Sierra Nevada de Santa Marta”, “Baja Centroamérica”. El seu sistema de numeració te semblances amb els grups de nord est de Panamà i el sur de Costa Rica.
La cultura dels ette ennaka ha sigut comparada i s'han destacat certes semblances amb poblacions de la Baixa centro Amèrica, els pobles arawak de les conques dels rius Amazones i Orinoco i per acabar, s'han senyalat vincles culturals amb i similituds amb pobles de Centreamèrica i txibtxa del nord de Colòmbia. L'administració colonial, va nombrar de diferents maneres els pobles de l'àrea del riu Ariguaní i les planícies que s'ubiquen entre el riu Magdalena i Cesar sense tenir en compte les l'autodenominacions indígenes. Així ho il·lustren els documents colonials al fer referència als pobles d'aquesta àrea com a caribs, gent blanca, chimilas i alcoholados, categories rebutjades pels pobles natius, entre d'altres. Tot i les diferències entre grups, l'administració colonial va tendir a usar el mateix etnònim per a tots els pobles “chimila”, “carib”. Han existit una diversitat pronunciada de termes i categories per a referir-se als grups i que van anar canviant al llarg del temps.

## Situació geogràfica i demogràfica
Les planes del riu Ariguaní ha sigut, tant en el passat com en l'actualitat, la residència habitual dels ette ennaka. Aquesta àrea, segons els ette ennaka, compren fins al pantà de Santa Marta al nord, d'orient a occident està delimitat per la serralada de la Sierra Nevada de Santa Marta i els marges dels rius Cesar i Magdalena. Els documents colonials senyalen que anteriorment a la colonització, els ette ocupaven molt més territori.
El cens realitzat el 2005, pel DANE, indica que 1614 persones es reconeixien com a ette ennaka. La gran majoria de població es concentra la Departament de Magdalena (63,9% de la població), seguidament La Guajira amb un 20,0% de la població i el César amb 2,9%. Del total de la població indígena de Colòmbia els ette ennaka representen el 0,12%. S'ha de tenir en compte que aquest cens, comparat amb censos anteriors, mostra una disminució important en els percentatges, fet que en l'actualitat, fa pensar en la possible disminució del nombre d'indígenes que s'autodenominin com a tal. Per acabar senyalar que els ette ennaka que viuen en zones urbanes representen el 17,3%.
La socialització que els ette fan de l'espai natural ha desplegat una cosmografia mítica que organitza la vida social. En la part oriental (més enllà del riu César) es troben les entitats sobrenaturals masculines i se li associen una sèrie de fenòmens atmosfèrics que tenen lloc a la primera meitat d'any: la pluja, els trons i els llampecs. Contràriament, occident (al llarg del riu Magdalena) destaquen les entitats sobrenaturals femenines. Prop de la Sabanes de San Ángel, està el centre on els ette senyalen que la terra s'ha descuit i regenerat en diverses ocasions.
És un territori amb altes temperatures degut a la baixa altitud, tanmateix hi ha molts rius i rierols que durant l'època d'estiu, tendeixen a assecar-se. El període més sec en la regió del Ariguaní, provoca altes temperatures i una pronunciada escassetat d'aigua. S'estén al llarg de quatre mesos, l'últim de l'any i els tres primers de l'any nou. Durant l'hivern, degut a les pluges, els rius tendeixen a créixer, provocant inundacions i obstruint els camins, es el temps de la principal entitat sobrenatural masculina (Yauu). Durant els mesos de juliol i agost arriba el “veranillo” on s'interrompen les pluges i comença un lleu període sec, seguit d'unes violentes pluges que senyala l'arribada de els entitats femenines (Numirinta). El període s'allarga fins al novembre on es torna a iniciar el cicle estacional. La terra presenta alguns desnivells, tot i que la superfície de l'àrea es bastant llana. El desnivell més pronunciat és la Sierra Nevada de Santa Marta i pels ette representa un lloc perillós on només hi pot accedir aquelles persones preparades cerimonialment. Aquesta serra te molta presència en la vida dels ette i configura gran part de la seva cosmologia.
Els viatges per terra es fan difícils segons l'època de les pluges. En èpoques de grans torrencials tendeixen a quedar-se prop a dels seus habitatges i famílies. Les malalties també son un altre element que brota amb l'arribada de les pluges. Les característiques ecològiques de tot aquest territori ette son diverses i variades: terres més àrides, selva humida, vegetació de bosc tropical. Aquesta última és on es troba la major part de la població ette en l'actualitat. És una zona caracteritzada per pastures naturals, arbusts xeròfils i arbres grans. Es creu que en un passat era una selva molt més frondosa, però l'expansió de la ramaderia amb el colonialisme i l'explotació de bàlsam d'arbres de Tolú posterior, van originar una salvatge desforestació.

## Història
Hi ha una falta de documentació pel que fa a la historia i els grups ètnics i lingüístics de les planes del Ariguaní. Dels segles xvi i xviii sí que en consta, però dels successos que van tenir lloc al llarg del segle xvii i la primera meitat del XIX, hi ha molta escassetat documental.

### Primers segles de colonització: XVI-XVII
L'administració hispànica, a l'arribar al territori, va dividir-lo en províncies, creant la Província Chimila, sense tenir en compte quins eren els assentaments reals del ette. Aquests tres primers segles de colonització van estar molt marcats per la resistència ette contra els assentaments colonials al seu territori. Així doncs, els assentaments colonials es van produir al voltant del territori ette, i fins i tot, l'assentament colonial al 1576 anomenat “San Angel”, va ser cremat diverses vegades pels indígenes. Aquest fet va propiciar que els natius poguessin preservar la seva autonomia i independència política i econòmica. En els documents colonials i descripcions que es tenen de l'època, se senyala que els chimila eres un grup dotat per la guerra i experts en el maneig dels arcs i les fletxes que usaven per atacar als espanyols i altres pobles.

### Expansió règim colonialseglexviii
Els documents relatius a aquest època delaten una profunda alteració del panorama etnològic provocada per l'expansió del colonialisme al llarg de dos segles, on molts pobles natius es van veure sotmesos, van desaparèixer o es van hibriditzar amb altres pobles indígenes. La pèrdua d'aquests pobles també va ser produïda per les malalties a causa del contacte amb els europeus i les morts provocades pels enfrontaments. Els processos de l'expansió colonial es van donar en diferents ritmes depenent del territori. L'administració colonial va fundar diversos pobles espanyols al llarg de la frontera perifèrica del territori dels ette, juntament amb la creació de la gran propietat latifundista, on els indígenes van veure's obligats a treballar a les hisendes. En una segona fase l'administració colonial va centrar-se en campanyes d'incursions militars en el territori ette, per a debilitar i destruir el seu sistema de producció i subsidència, provocant la morts de molts indígenes. En l'última etapa, els espanyols van crear diverses poblacions nucleades d'indígenes, produint un cop significatiu a l'autonomia i l'organització social, política i econòmica dels ette. L'etnònim chimila, en aquesta època, era usat pels espanyols de forma despectiva, fet que expliqui que els actuals ette no vulguin ser denominats com a tal. Tot i aquest context de dominació, la resistència va seguir marcant aquest període. Les fugides dels ette cap als seus assentaments tradicionals i els atacs a les poblacions nucleades no van faltar. La pràctica de l'ocultament per atacar als espanyols també era molt comuna. Aquest període de destrucció colonial està molt present en la mitologia dels actuals ette. A finals del segle xviii, tot i els segles de resistència, molts pobles de les planures van quedar sota domini europeu.

### Expansió economia regional
A principis del segle xix tenen lloc les primeres guerres d'independència donant pas, a finals del mateix segle, al sorgiment de la República de Colòmbia. En aquesta època es va perdre el rastre dels ette, estudiosos senyalaven la imminent desaparició del poble, ja que molts van fugir assentant-se en les zones selvàtiques. L'aïllament els va permetre poder-se desenvolupar de manera més autònoma, mantenint les seves costums i pràctiques culturals. L'etnònim chimila va continuar usant-se per a denominar el conjunt de pobles de les planures degut a la reïficació d'aquest concepte al llarg del segle xviii i la possible homogeneïtzació que presentaven els pobles de la regió. La transformació del caràcter violent i dotat per la guerra dels ette, que amb anterioritat havia sigut descrit, denota que al XIX aquesta comunitat va patir grans ruptures, de les quals hi ha molt poca documentació. A principis del segle xix, les descripcions i documents remarquen el caràcter pacífic i inofensiu dels ette ennaka.
A partir de la dècada de 1920, s'inicia l'explotació d'arbres de bàlsam de Tolú de la mà dels italians. L'arribada de població migrant treballadora va fer que colombians, afrodescendents, mestissos i altres s'assentessin al territori ette. Quan els beneficis de l'extracció de Tolú van decaure, es van començar a construir hisendes a través de l'expropiació del territori dels ettes. L'extracció de petroli per part de companyies estrangeres, a partir de la dècada dels 40, també va comportar la destrucció de gran part del territori. A partir de la segona meitat del segle XX l'autonomia dels ette ennaka va veure's truncada a causa del sistema de propietat latifundista provocada per l'expansió de l'economia ramadera. La dificultat per trobar terres els va portar a treballar com a peons o parcers assalariats, produint-se un debilitament de la seva organització social i productiva. En aquesta època la violència va ser molt pronunciada: discriminació ètnica, relacions desiguals, abús sexual, etc. Fins al 1990 la tendència dels indígenes va ser la d'amagar la seva identitat i mimetitzar-se amb els immigrants que anaven a treballar.

## Sistema econòmic tradicional i actual
Els estudis sobre el pobles chimila de Reichel-Dolmatoff als anys 40 del segle xx, il·lustren un poble que es dedicava a l'horticultura, la caça i en menor mesura, a la pesca. També, a la cria de tortugues, l'apicultura i aus que vivien a les muntanyes. La major part de l'alimentació era proveïda per l'horticultura, on predominaven els cultius de yuca dolça i blat de moro. Tanmateix, també cultivaven ñame, tabac, ají, batata, etc. Els homes i dones de cada grup local es feien càrrec de roturar la terra i deixar-la preparada per a poder sembrar-la. Però el manteniment i la collita era realitzat pels individus de cada família de forma independent. La cria de tortugues es duia a terme en els corrals que hi havia en les poblacions, on hi podien haver una cinquantena de tortugues que provenien de la selva. Les tortugues mascles de més gran edat eren les que s'escollien pel consum humà. Per altra banda, l'apicultura era molt apreciada per la producció de cera i la mel.
En l'actualitat no es pot parlar que els ette tinguin un sistema econòmic autònom com en el passat, degut a les relacions d'explotació amb l'economia i la societat regional i nacional, fruit de les transformacions polítiques i socials, de la colonització i la posterior expansió de la frontera ramadera. Tot i això, es poden distingir dues modalitats de producció: la familiar i la comunitària. La familiar consisteix en l'horticultura rotatòria, majoritàriament es conrea blat de moro, yuca, auyama i plàtan guineo, i també ñame, melón, papaya, etc. En menor mesura, també ho són la caça, la cria d'animals (porcs, gallines i animals europeus). Tota la producció agrícola d'una família no és pel propi consum domèstic, aquest queda molt reduït després de complir amb totes les obligacions: una part va destinada a pagar la renta en espècies pel propietari de la terra. Una altra, va destinada a les obligacions del parentiu i, per acabar, va destinada al mercat. Una altra ocupació productiva és el treball assalariat o d'arrendataris, ja que degut a la escassetat de terres moltes famílies viuen fora del resguard per a treballar en les hisendes veïnes. Habitualment, els tipus de contractes com a peons o jornalers generen cicles d'endeutament dels indígenes vers els propietaris. La producció ramadera és la modalitat comunitària de producció i va de la mà de la Junta Directiva del Cabildo, però en un inici va ser impulsat per un préstec d'Incora. Els beneficis obtinguts de les ventes de caps de bestiar serveixen per a poder dotar a la comunitat de bens necessaris.

## Organització social i política
En l'època colonial, aquest grup indígena tenia un patró d'assentament on els grups locals estaven estructurats de forma dispersa i hi havia una gran diversitat de grups i subgrups. Els diferents ecosistemes on vivien cada poble ette (ribes, pantans, planes, àrees selvàtiques), va generar patrons culturals diferenciats. 
Abans de la configuració del resguard al 1990, el fet que els van desposseir de les seves terres, va provocar que la configuració d'unitats domèstiques i comunitats locals estiguessin travessades pel poder del propietari de les terres, que és qui decidia a qui cedia els seus predis de la hisenda. Actualment, dins i fora del resguard, el grup local és la principal unitat de producció i reproducció social i gaudeixen de certa autonomia política i econòmica. Hi ha diversitat en quant al nombre de persones que les configuren. Poden residir en una casa o en diverses cases veïnes i realitzen activitats religioses i econòmiques conjuntament. El sistema de filiació dels grups locals es cognatícia i amb un patró de residència ambilocal. La formació de grups no es fa per descendència comú, sinó per un “ego” comú. Així doncs, l'existència dels grups finalitza quan aquest “ego” mort. Tenen facilitats per a dissoldre matrimonis, i aquests son de caràcter monogàmic en la seva gran majoria. La poligínia no es dona en tantes ocasions. Aquest tipus d'organització social flexible fa que els ette gaudeixin d'una accentuada mobilitat en la filiació d'unitats residencials, on es potencia el moviment individual.
En l'actualitat, en l'àmbit polític, trobem la figura dels kraanti (cacic) són caps de grups locals i el seu poder va més enllà del grup local que s'organitza al seu voltant. S'encarrega de la preparació y la direcció d'activitats que reuneixen a persones de diverses localitats. Els xamans que desenvolupen pràctiques mèdiques i religioses també tenen un cert grau de poder.
A principis del segle xxi, a petició del Incora i la “Comisión Regional de Asuntos Indígenas”, es crea el “Cabildo Indígena Ette Ennka”. La representació del poble ette ennaka en les relacions amb actors externs i institucions estatals es duu a terme a través del “Cabildo Gobernador” del Cabildo Indígena Ette Ennaka. Les diverses persones de la comunitat que conformen el cabildo reben el nom de la “Junta Directiva del Cabildo” i s'encarreguen de coordinar projectes que tenen per objectiu millorar les condicions de vida dels habitants del reguard. La Junta Directiva, està dividida en dos cabildos, el major de Issa Oristunna i el cabildo menor de Ette Butteriya. Des de fa uns anys, l'autoritat tradicional dels ette ennaka la representen el penarikwi (Consells d'Ancians) conformada per coneixedors de la cultura ancestral. Aquests tenen la funció de guiar política i espiritualment al poble. Per altra banda tenen la funció de donar consells i guiar la junta directiva del cabildo. 

## Cosmologia i sistema de creences
Els ettes ennaka tenen una cosmologia sobre l'univers que es basa en cicles de destrucció i regeneració del món a partir de catàstrofes i cataclismes que tenen lloc de forma periòdica. L'actual món ette ennaka és el resultat d'un seguit de catàstrofes que l'han destruït per fer-ne renéixer un altre. El procés històric de la colonització és un dels períodes de destrucció que va donar lloc als actuals ette ennaka. En aquest sentit, la mitologia dels ette ha d'entendre's com una important font de documentació històrica.
La gran entitat sobrenatural masculina es Yaau (pare) és el creador dels ette, dels codis morals, de les plantes i els coneixements mèdics. És omnipresent i omniscient i els ette sol·liciten la seva ajuda en diverses ocasions. L'entitat femenina és Yunari Kraari, també coneguda com a Narakajmanta i Numirinta, associada a la maternitat, gran mare universal i considerada la progenitora mítica, la mare terra. L'estructuració mítica del cosmos està conformada per tres regions superposades, la terra: de abaix, del mig i de dalt. Els ettes viuen a la terra del mig, a la terra de dalt també hi ha habitants, els ette kooronda “la gent amb closca” i comparteixen hàbits culturals, la fauna, etc. La terra del mig és el món que està per venir, així doncs, quan es produeixi el pròxim cataclisme la terra de dalt dels ette kooranda ocuparia l'actual terra del mig que quedaria destruïda. Els especialistes mèdics i religiosos ette accedeixen a través dels somnis a aquesta terra superior per adquirir més coneixements. Contràriament, la terra de baix es considera un inframón tot i que no hi ha un consens clar de les seves característiques.
L'esdevenir de la historia està marcat pels cicles de destrucció i regeneració. La dominació colonial va suposar que la terra del mig acabés destruint-se i permetés que la terra de dalt acabés instaurant-se en la del mig, l'actual mon ette. Segons els ette, aquest procés de destrucció i regeneració s'ha donat tres vegades al llarg de la història. Els ette no poden modificar radicalment l'esdevenir de la historia, però poden preveure els successos als que hauran de fer front i intervenir per a frenar i ajornar el període de la destrucció. L'acció dels ette en l'esdevenir de la historia no és transformar i canviar la historia, sinó retardar el seu desenvolupament.
L'ontologia dels ette ennaka ha sigut relacionada amb l'animisme dels pobles indígenes amazònics.
Així doncs, els ette consideren que als animals, els éssers sobrenaturals i els humans compateixen una mateixa condició humana. La percepció i l'experimentació de la realitat, d'aquests actors, es realitza des d'una mateixa interioritat i el que perceben varia en funció de la perspectiva i la posició dels subjecte. En aquest sentit els ette ennaka utilitzen la interpretació per a entendre els diversos aspectes de la realitat, on els somnis són una part més de la mateixa.
Per acabar, cal fer referència al lloc central que ocupen els somnis en les funcions socials i culturals dels ette. Ells distingeixen entre dormir i somiar, on la primera és una activitat purament física. L'acte de somiar és realitzat per la part anímica immaterial de la persona: too, on aquesta pot rebre missatges d'entitats sobrenaturals del cosmos. Vigília i somni representen un continu de la mateixa realitat que es viu de diferents formes. En l'acte del somni els ette poden fer tasques, explorar territoris, parlar amb avantpassats i conèixer la historia. Així doncs, transformen la seva cultura i reprodueixen la seva vida social. L'acte de somiar i d'interpretació onírica col·lectiva tenen molta presència en la vida quotidiana dels ette, ja que son usats per interpretar la realitat i dirigir les seves accions. Així doncs, l'acte de somiar adquireix un caràcter pràctic i funcional en el sentit que serveix per a preveure el futur i planejar les accions. 

## Relacions interètniques
De tota la documentació disponible s'evidencia que les planures del Carib han estat poblada per poblacions amb cultures diverses i, a vegades, antagòniques. A través de les relacions socials entre grups indígenes, alguns podien entendre l'idioma dels altres. Tot i això es reconeix una pronunciada diversitat lingüística i cultural. Al llarg del segle xviii, davant la intensificació de la colonització en el territori ette, es varen organitzar per a resistir i evitar els assentaments. Les aliances interètniques van tenir lloc en aquest període per fer front al poder colonial. Se'n data una al 1720 entre els Chimilas, els Wayúu i els Kocina. Els pactes entre grups ètnics es van donar en més d'una ocasió per a dur a terme incursions militars contra els espanyols. Els ette eren reconeguts com un poble guerrer i podien entrar en conflicte tant amb pobles veïns com amb el que compartien la mateixa llengua. Hi havia semblances en les costums dels pobles veïns, així passava amb els chimiles i els alcoholados, que tot i ser de pobles diferents tenien bones relacions. Contràriament, els chimilas no tenien tan bona relació amb els tomocos. A finals del segle xxi, les relacions interètniques continuen sent difícils. A més, els colombians i els waacha els recorden la violència exercida per la colonització, fet que promou la identificació, defensa i recuperació de la seva etnicitat.

## Situació actual respecte a l'Estat Nacional i les instàncies internacionals
Al 1990 el govern Colombià inicia el reconeixement de propietat comunal d'algunes terres. La primera va tenir lloc al novembre de 1990 quan, el “Instituto Colombiano de la Reforma Agraria” (Incora), a partir de la resolució n. 075, constitueix com a resguard el territori de San Ángel, que els ette van anomenar Issa Oristunna. Més tard, tot i que encara no s'ha constituït com a Resguard, Ette Butteriya també va iniciar el procés per a convertir-se com a tal. La relativa autonomia i independència ha permès que els ette estiguin podent recuperar i desenvolupar les seves costums, pràctiques culturals i llengua amb major llibertat. El 7 d'agost de 1991, Colòmbia va ratificar el “Convenio sobre los pueblos indígenas i tribales” C169, aprovada el 1989. Aquest conveni és molt significatiu pel reconeixements de drets que atroga, com el de la propietat comunal d'aquelles terres que tradicionalment el pobles indígenes han ocupat. Tanmateix, aboga per la igualtat, el reconeixement de la diversitat ètnica i l'autogestió dels pobles indígenes dins del marc de l'Estat.
Les relacions que el poble d'ette ennaka té amb el Govern i les institucions estatals, estan siguent mediades pel Cabildo Governador, del Cabildo indígena dels Ette Ennaka. Des que es va establir el resguard, s'han desenvolupat projectes d'ampliació del territori, infraestructures, producció i projectes de caràcter social de la mà d'institucions governamentals com: Incora, Red de solidaritad-PMA, INAT, Corpamag, Fondo DRI, Unidad Departamental de Etnoeducación, ICBF, Hermanas Misioneras de la Madre Laura, entre d'altres. Molts dels projectes han sigut intervencions puntuals, sense tenir en compte el futur del poble. Altres no han estat consultades al Consell d'Ancians, anant en contra del pensament propi. Els ette ennaka reivindiquen que el Govern tingui en compte el Consell d'Ancians i les decisions del poble ette, ja que si no les polítiques governamentals es tornen paternalistes i no promouen l'autonomia dels ette ennaka en la construcció del seu present i futur. 
La greu situació política que viu aquesta comunitat ha cridat l'atenció dels organismes internacionals com la “Oficina de Alto Comisionado para los Derechos Humanos” i també d'institucions estatals. Els ette ennaka l'any 2000 van redactar, conjuntament amb altres funcionaris del govern colombià, el projecte del Plan de Vida, basat en els deures i drets que la Constitució política de 1991 li va reconèixer als indígenes. Per una part, aquest Plan de Vida que s'enfoca cap al futur vol comportar unes millores en educació, sanitat, infraestructures dins del resguard i una ampliació del territori perquè els ette ennaka puguin desenvolupar les seves pràctiques culturals i millorar les condicions al voltant de la productivitat. Per altra banda, ha servit perquè la situació política i social dels ette es visibilitzés a escala nacional i internacional. El suport de la “Organitzación Nacional Indígena de Colombia” (ONIC) i altres pobles de la Sierra Nevada de Santa Marta, ha sigut de gran ajuda per a la recuperació cultural i social dels ette ennaka. 
Al igual que altres zones de Colòmbia, gran part del territori de Issa Oristunna es troba en una situació d'alta conflictivitat. Grups armats paraestatals, amb vincles amb les Forces Armades estatals exerceixen un gran control polític i estan associats a l'economia ramadera i la propietat latifundista. Aquests grups paramilitars han generant desplaçaments territorials, segrests i homicidis a líders de les comunitats ette. Tanmateix els territoris dels ette ennaka es troben afectats per la insurgència guerrillera de les Farc i l'ELN. La “Defensoria del pueblo de Colombia” elabora programes per a la prevenció de les violacions dels drets humans i suport a les víctimes del conflicte armat.